# Takara
Takara Co., Ltd. was een Japans speelgoedbedrijf en uitgever die in 1955 werd opgericht. In maart van 2006 fuseerde het bedrijf met Tomy onder de nieuwe naam Takara Tomy.

## Producten
In 1975 startte Takara met de productie van Diaclone, een speelgoedserie die werd gelanceerd in 1980 en bestaat uit transformerende voertuigen en robots. In 1982 breidde de serie uit met autorobots, om vervolgens in 1984 door Hasbro in licentie te worden genomen en op de markt kwamen als Transformers. Takara is ook uitvinder van de Battle Beasts, die eveneens internationaal op de markt werden gebracht door Hasbro.
Takara is ontwikkelaar en uitgever van computerspellen. Zo werden spellen als Fatal Fury en Samurai Shodown geporteerd vanaf de Neo-Geo naar 8- en 16-bit-consoles zoals de Super Nintendo en Mega Drive.
In 2003 werd een spelserie met 3D-graphics uitgebracht onder de naam Battle Arena Toshinden die werd ontwikkeld door Tamsoft.
Na de fusie met Tomy werden de aandelen in Atlus verkocht aan Index Holdings.